# Robert Baldwin Sullivan

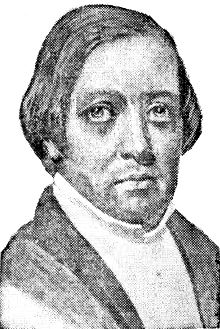
Robert Baldwin Sullivan

Robert Baldwin Sullivan (* 24. Mai 1802 in Bandon, Irland; † 14. April 1853 in Toronto) war ein irisch-kanadischer Rechtsanwalt, Politiker und der 2. Bürgermeister der Stadt Toronto.

## Leben
Der aus Irland stammende Sullivan zog 1819 mit seiner Familie ins damalige York. Er studierte dort Rechtswissenschaften und wurde 1828 Rechtsanwalt. Er zog außerhalb der Stadt und heiratete 1829 und kehrte 1830 nach York zurück, nachdem seine Frau gestorben war. 1833 heiratete er zum zweiten Mal. 1835 wurde er zum Stadtrat gewählt und wurde gleichzeitig durch den Rat für ein Jahr zum Bürgermeister von Toronto berufen. Sullivan führte während seiner Amtszeit eine wirtschaftlich orientierte Atmosphäre ein. Drängende Probleme dieser Zeit waren die Steuern, die Fördergelder und die Fäkalien auf den Straßen. Zu dieser Zeit waren Torontos Straßen meist unbefestigte Schlammwege ohne Bürgersteige. Auf Drängen des Stadtrats wurde am 6. Mai 1835 die Pflasterung der King Street gebilligt. Durch sie verlief damals die Hauptkanalisation der Stadt.
Nach rebellischen Aktivitäten des Leutnants Francis Bond Head wurde die Absetzung vom Executive Council ausgelöst. Sullivan billigte die Anordnung des Rates. Von 1838 bis 1841 war er Mitglied des Legislativrates der Provinz Kanada.